# 海北镇 (芦台开发区)
海北镇，行政上由中华人民共和国河北省唐山市路南区下辖，是唐山市在天津市内的一块飞地——芦台经济技术开发区内的一个镇。

## 行政区划
芦台开发区海北镇下辖以下地区：
海北社区、马聪社区、岭头村、桐城村、小海北村、东董村、西董村、张庄村、大海北村、于辛村、张广村、七里淀村、小堼村、邢木村、小韩村、大韩村、西双村、东双村、北双村、花牛村、马聪村和杜庄村。